# Associazione Calcio Pro Rovigo 1948-1949
Questa voce raccoglie le informazioni riguardanti l'Associazione Calcio Pro Rovigo nelle competizioni ufficiali della stagione 1948-1949.

## Stagione
Nella stagione 1948-49 il Rovigo ha disputato il girone B del campionato di Serie C, con 28 punti in classifica si è piazzato in diciassettesima posizione, il torneo è stato vinto dall'Udinese con 54 punti che è stato promosso in Serie B.

## Rosa
| N. |                   | Ruolo | Calciatore        |
| -- | ----------------- | ----- | ----------------- |
|    | Italia (bandiera) | D     | Virgilio Andrioli |
|    | Italia (bandiera) | A     | Boraso            |
|    | Italia (bandiera) | D     | Brevigliero       |
|    | Italia (bandiera) | A     | Giuseppe Brunello |
|    | Italia (bandiera) | C     | Romolo Camuffo    |
|    | Italia (bandiera) | D     | Giovanni Cattozzo |
|    | Italia (bandiera) | C     | Cordella          |
|    | Italia (bandiera) | A     | Dino Ferrari      |
|    | Italia (bandiera) | A     | Gamberini         |

| N. |                   | Ruolo | Calciatore         |
| -- | ----------------- | ----- | ------------------ |
|    | Italia (bandiera) | A     | Luciano Martinelli |
|    | Italia (bandiera) | D     | Galliano Menin     |
|    | Italia (bandiera) | P     | Lorenzo Pastorelli |
|    | Italia (bandiera) | C     | Walter Patergnani  |
|    | Italia (bandiera) | C     | Dino Pavanello     |
|    | Italia (bandiera) | C     | Duilio Rallo       |
|    | Italia (bandiera) | C     | Settembrini        |
|    | Italia (bandiera) | D     | Tin                |
|    | Italia (bandiera) | A     | Arsenio Turri      |